# Gadella dancoheni
Gadella dancoheni är en fiskart som beskrevs av Sazonov och Shcherbachev 2000. Gadella dancoheni ingår i släktet Gadella och familjen Moridae. Inga underarter finns listade i Catalogue of Life.